# صبير التين الهندي
صبير أو تين البنغال أو صبار، هندي أو صبير التين الهندي أو صبارى أو التين الشوكي أو أكناري أو البِلِس أو تاكناريت أو رقاع (الاسم العلمي:Opuntia ficus-indica) هو نوع من النباتات يتبع جنس الصبير من الفصيلة الصبارية. تنمو بالأماكن الجافة وهي معمرة كثيراً ولها قدرة عجيبة على مقاومة الجفاف نظراً لسوقها المليئة بالماء لذلك تعتبر سوق هذه النبتة الطعام المفضل للإبل في المناطق الصحراوية على الرغم من أشواكها الحادة المنتشرة على سطح النبتة فيستطيع الجمال والإبل أكلها. ويشار أيضا أن السكان في بعض المناطق يزرعون هذه النبتة كسور حماية حول ممتلكاتهم وفي ذات الوقت للاستفادة من ثمرها الشهي الذي ينضج عادة في أوائل الصيف وتجدر الإشارة هنا أنه لا يوصى بأكل كميات من الثمرة قبل الفطور لأن ذلك يؤدي إلى إمساك شديد. وقد جرت العادة على شرب كأس من الماء عقب أكل الثمار لتجنب حدوث الإمساك.

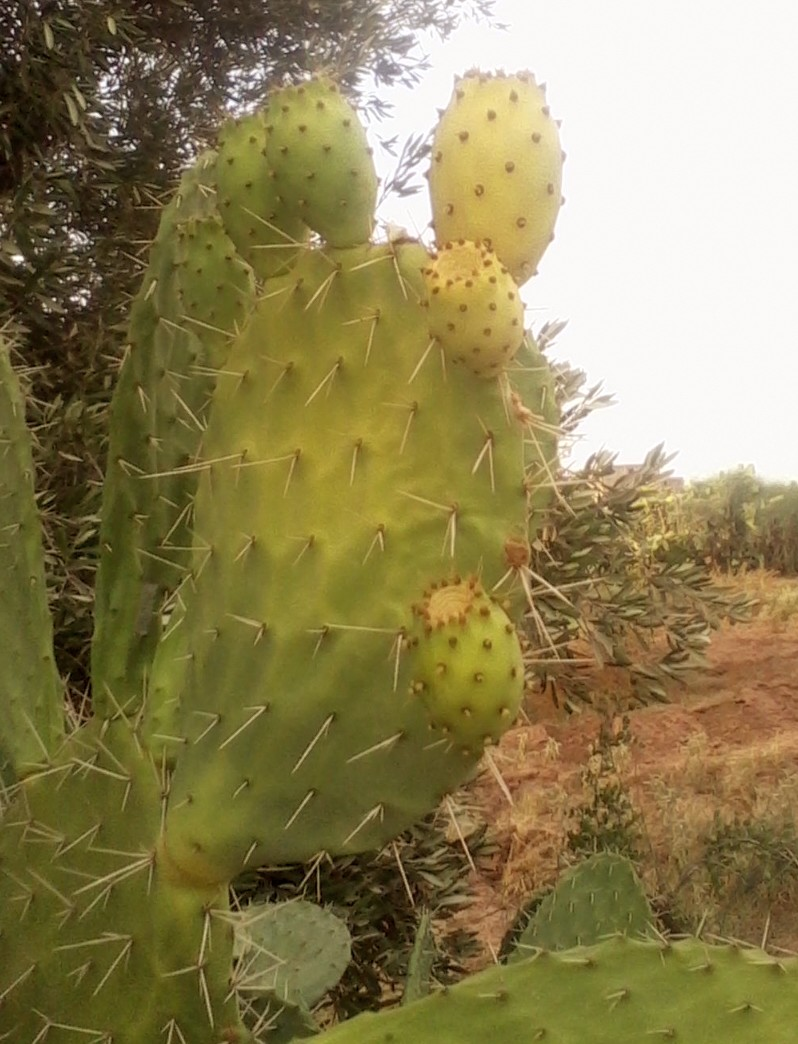
فاكهة التين الشوكي بمنطقة أولاد بوكرين بقلعة السراغنة بالمغرب

## التاريخ والانتشار
الموطن الأصلي للتين الشوكي هو جنوب أمريكا الشمالية، ومنها انتشر إلى العالم القديم في القرن السادس عشر، ومن أوروبا انتقل إلى الكثير من المناطق. ينتشر النبات في مناطق كثيرة في شمال أفريقيا والمشرق العربي. ويزرع بكثرة في المزارع الجبلية في مرتفعات جبال الحجاز بالمملكة العربية السعودية ويسمى البرشومي التي تمتاز ثماره بجودتها وحجمها. وكذلك يتواجد بكثرة في اليمن.

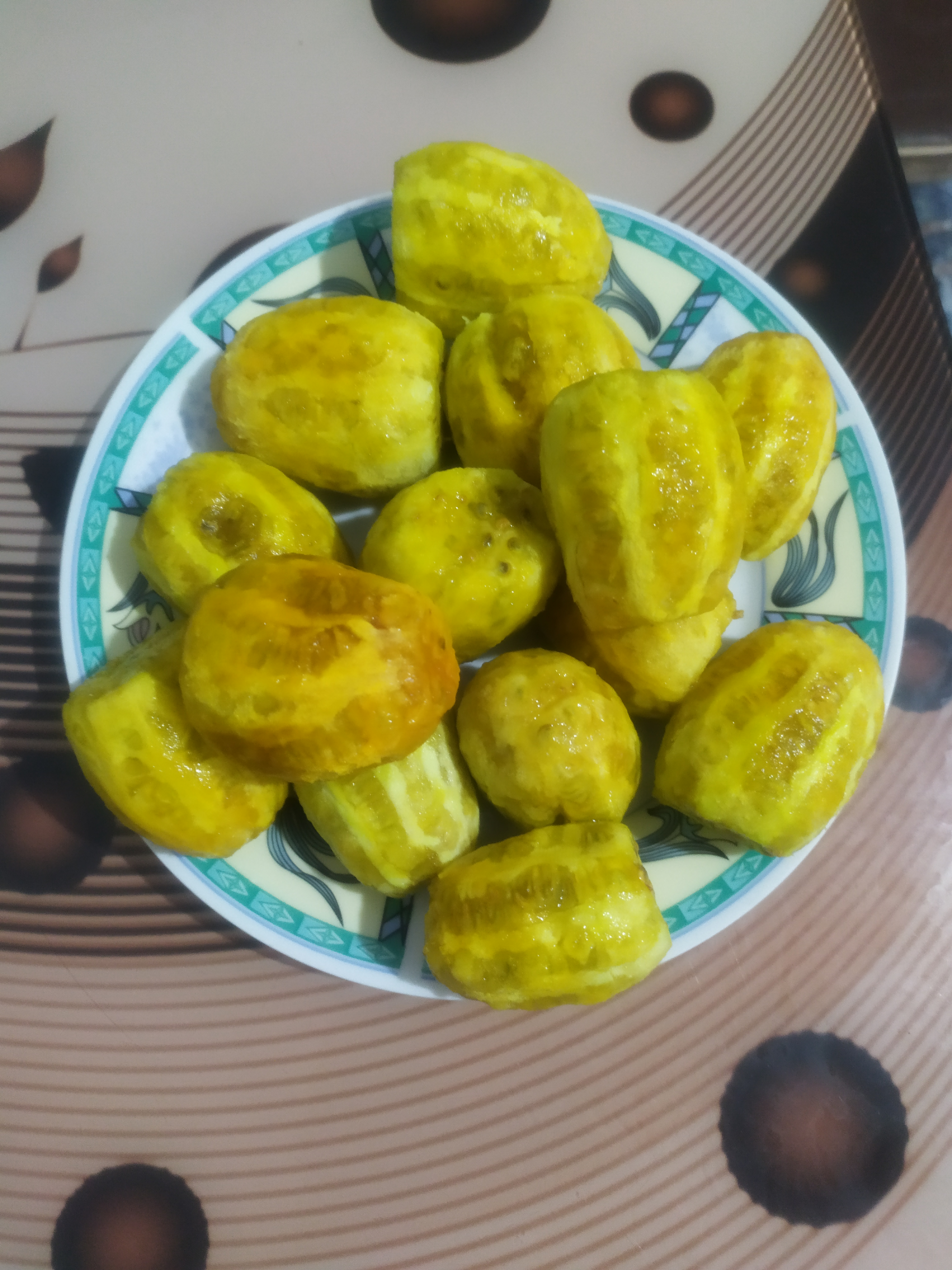
ثمار تين شوكي المعروف في فلسطين باسم (صبر)

ومن أشهر أنواعه الصبار المتواجد في قرية فقوعة في فلسطين حيث يتم تصديرة للخارج لطعمه المميز.

## أسماء محلية
تسمى هذه النبتة في سورية والعراق بـالصبار وفي فلسطين والأردن بالصبر، وفي تونس وليبيا بـالهندي وفي الجزائر بـالهندي وكرموس النصارى وفي المغرب بالكرموس (كرموس النصارى) أو الهندية أو الزعبول والمقصود بها القارة الأمريكية.وفي السعودية البرشومي. وفي اليمن البلس، والتينة وفي مصر تسمي بالتين الشوكي.

## الوصف النباتي
يبلغ ارتفاع نبات التين الشوكي حوالي مترين ونصف وقد يصل إلى أكثر من ذلك. ويتكون النبات من ساق قصيرة تحمل عدداً من الألواح المتصلة بعضها ببعض وهي سوق متحورة عليها العديد من الأشواك، ويبلغ طول كل لوح من هذه الألواح حوالي 40 سم وعرضه من 15-25 سم وسمكه من 2-3 سم، والأوراق الحقيقية صغيرة ومستديرة الشكل وتوجد على حواف الألواح صغيرة العمر، وبعد ذلك تتساقط، أما الأزهار فهي صفراء اللون وتحمل على أطراف الألواح، ويتراوح وزن الثمرة من 80-120 غرام ونسبة اللب بها من 34-42% من وزن الثمرة، واللب أصفر أو أحمر اللون ويحتوي على عدد كبير من البذور الصلبة التي تقلل من جودة الثمار بدرجة كبيرة، وتتكون الثمار من 83-87% ماء، و 6-14% سكريات.

## التكاثر
يتكاثر التين الشوكي بواسطة الألواح حيث تغرس في التربة إلى قرب منتصفها تقريباً. كما يمكن استخدام البذور في التكاثر. وتثمر أشجار التين الشوكي بعد 2-3 سنوات من الزراعة. وتظهر الثمار في الأسواق خلال أشهر الصيف وبالذات في شهري يوليو وأغسطس.

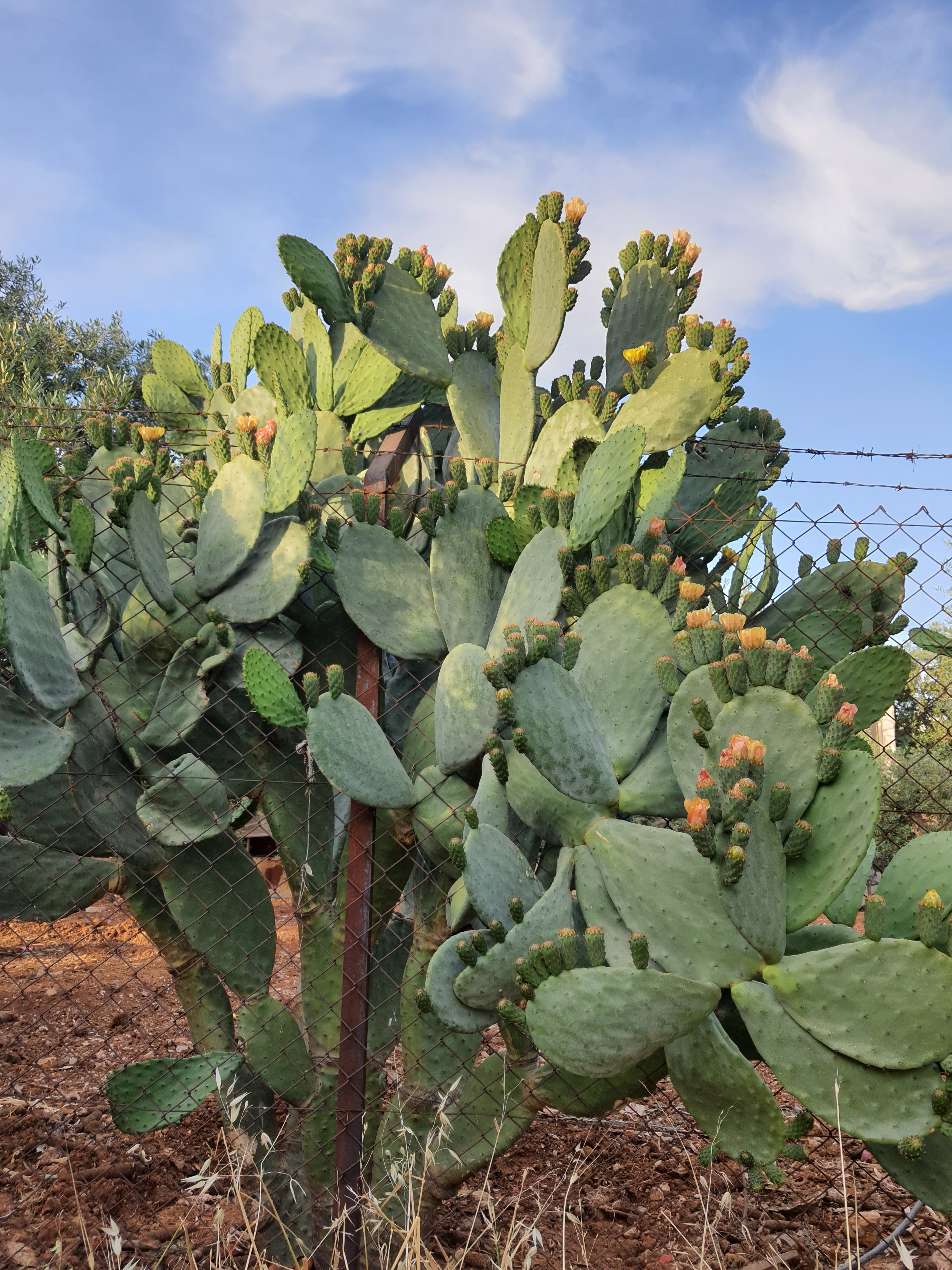
شجرة تين شوكي في الأردن

## استخدامات أخرى
تمت الاستفادة صناعياً وتجارياً من ثمرة الصبار إذ تتم في بعض المناطق لا سيما في المغرب صناعة المربى واستخراج زيت الصبار من بذور النبتة.
تستخدم أزهار النبات كمادة قابضة وتخفض النزف وتستخدم لمشكلات المعدة والأمعاء لا سيما الإسهال والتهاب القولون ومتلازمة الإمعاء الهيوجية. كما تستخدم الأزهار أيضاً لعلاج تضخم البروستاتا وتعتبر الثمرة من الفواكه المغذية. والتين الشوكي تؤخذ ثمرته كبديل للعقاقير الملينة ويمكن أخذه صباحاً على الريق إما إذا أخذ بعد الطعام فإنه فعلاً هاضماً ممتازاً. تستخدم أزهار النبات معجونة مع العسل لعلاج الربو.
يمكن إزالة أشواك الثمرة من اليد عند تقشير التين الشوكي بدهن الأصابع بزيت السمسم.
كذلك استخدم التين الشوكي في ليبيا لعمل الأسوار لتقسيم المزارع ومعرفة حدودها الجغرافية وذلك في بداية القرن الواحد والعشرين .

## معرض صور

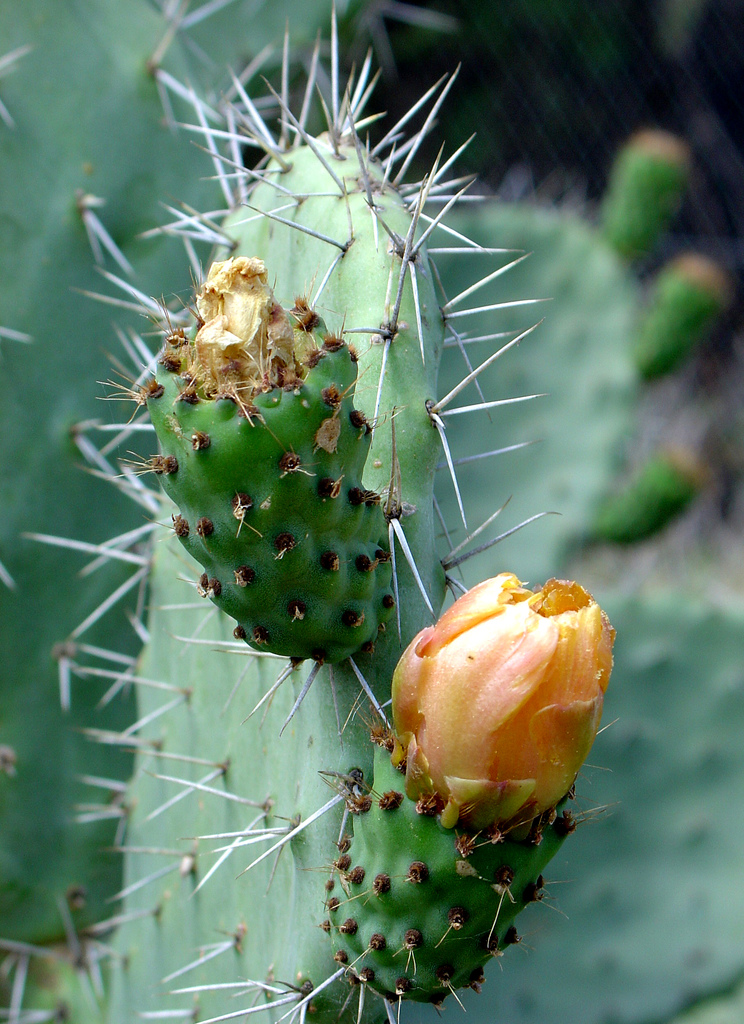
التين الشوكي في فترة الإزهار
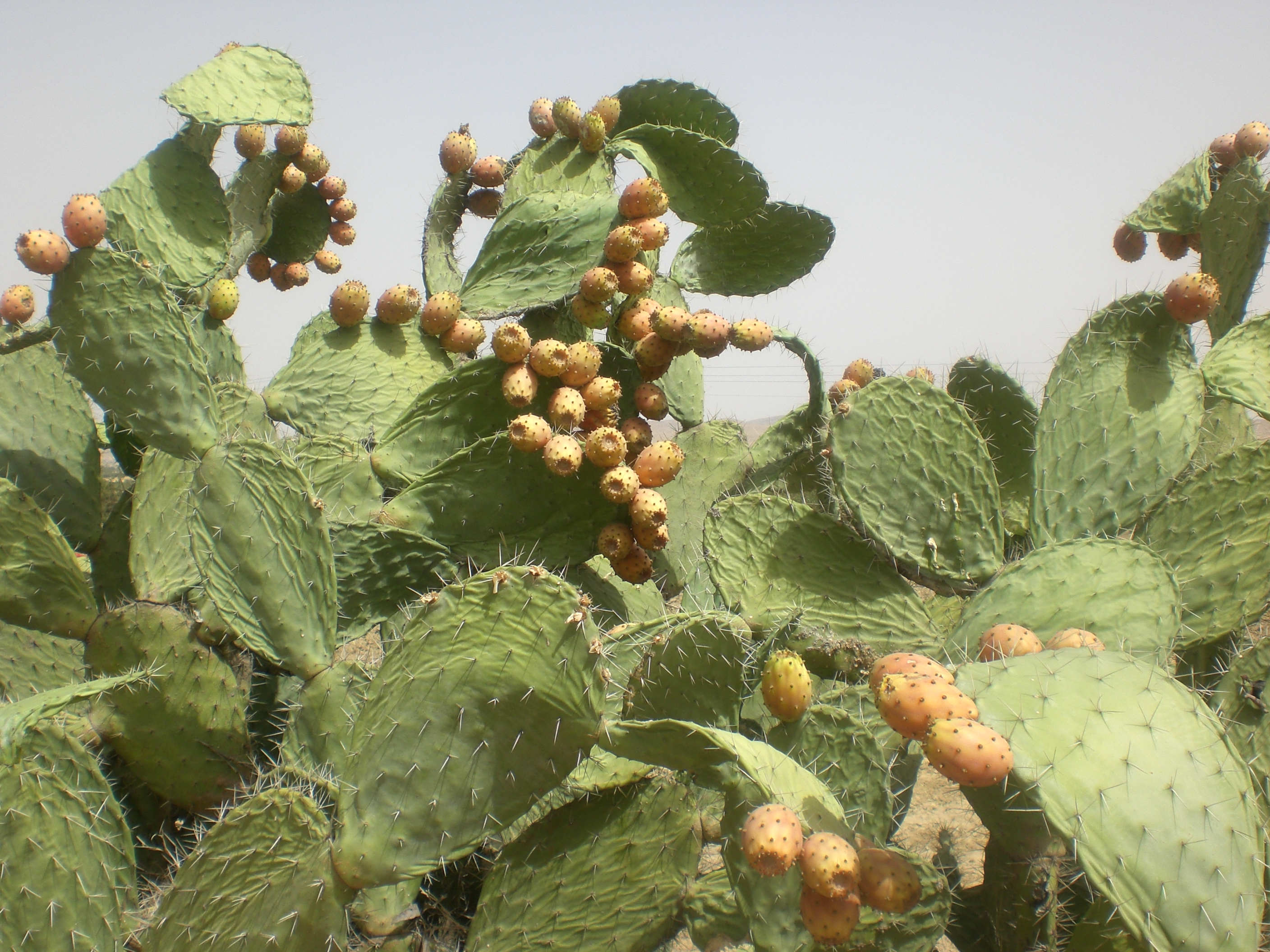
شجرة التين الشوكي بثمارها في تونس
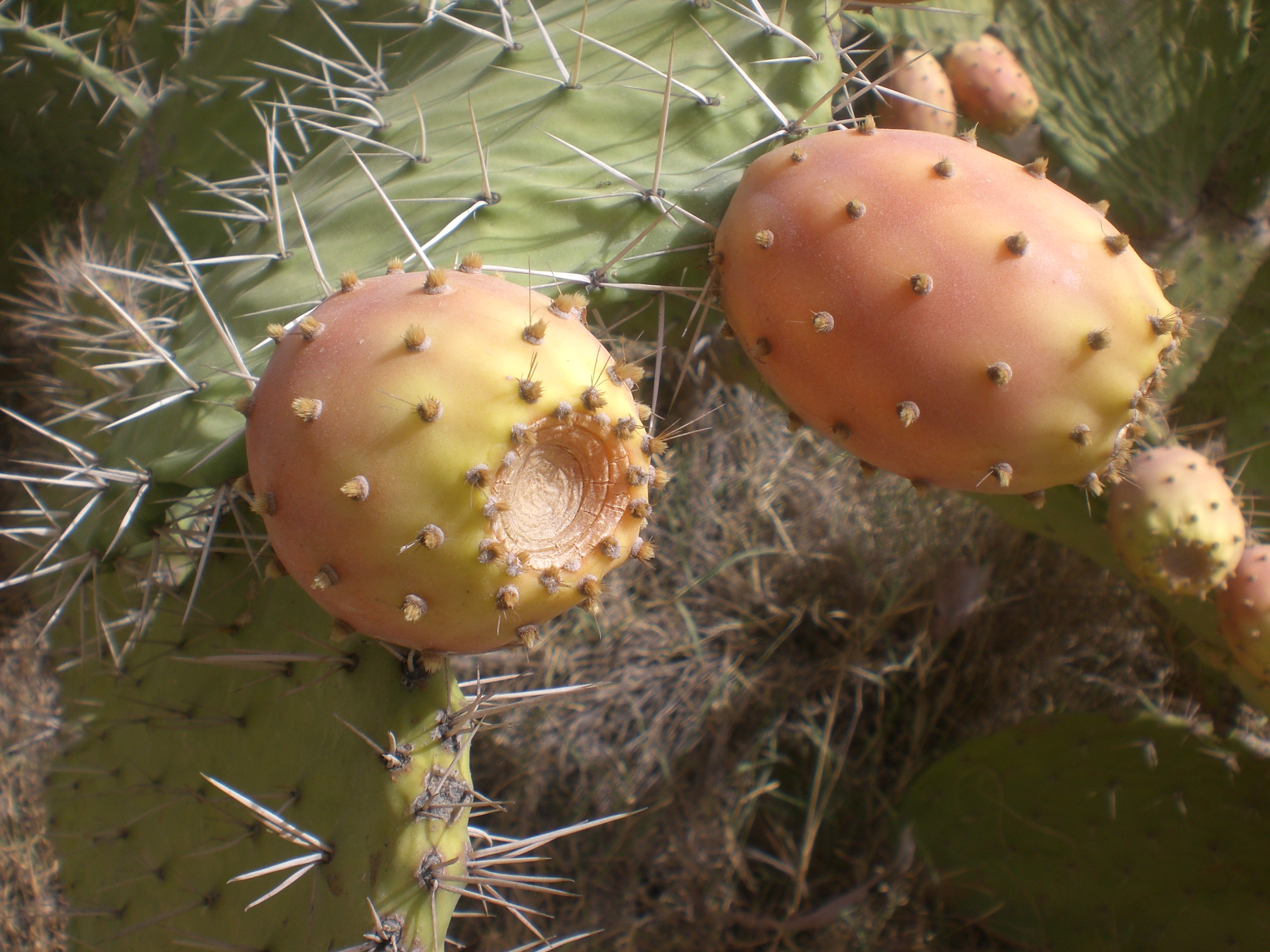
ثمار التين الشوكي
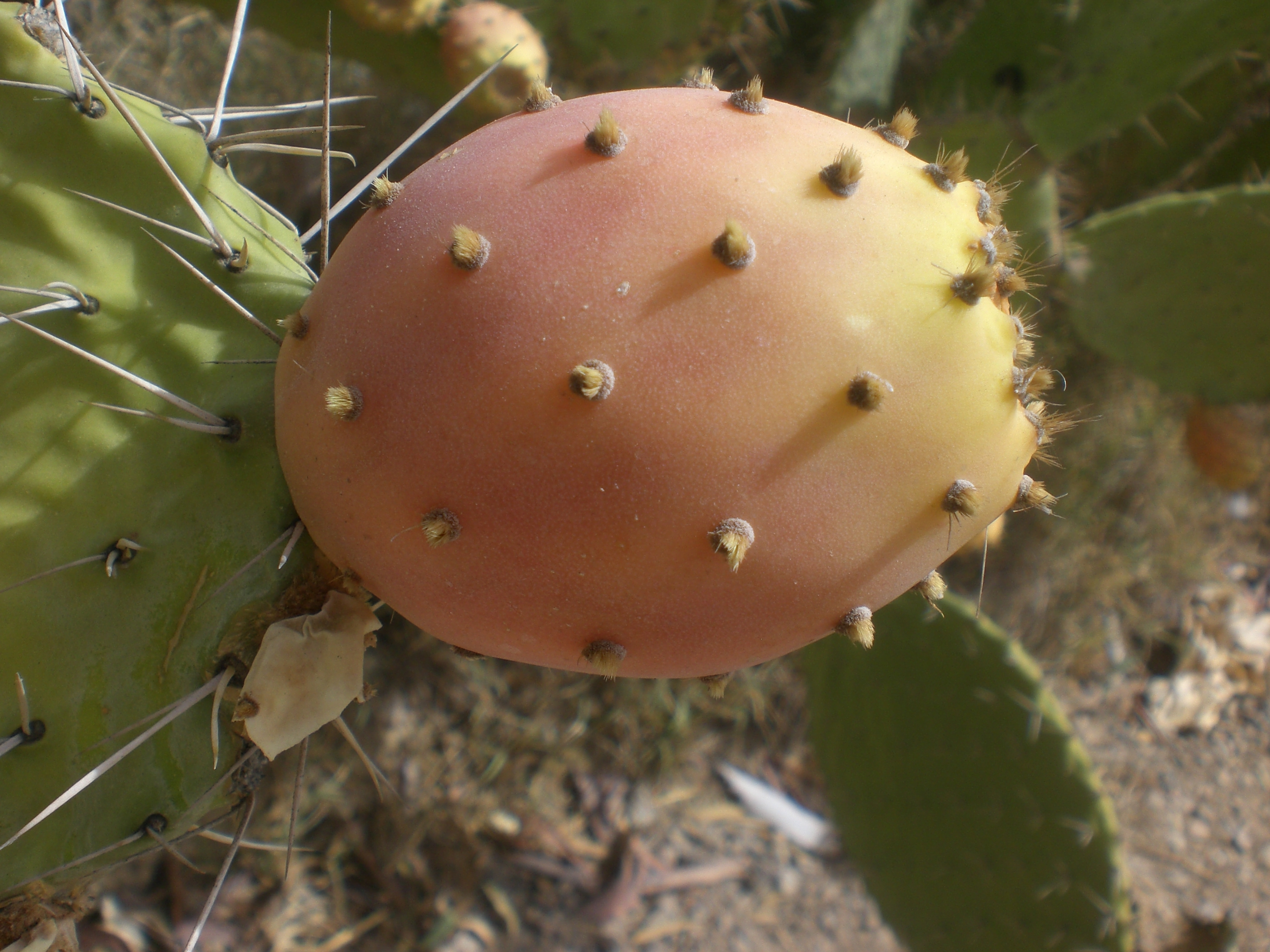
ثمرة التين الشوكي عن قرب
ثمار تين شوكي في قرية فقوعة (فلسطين)
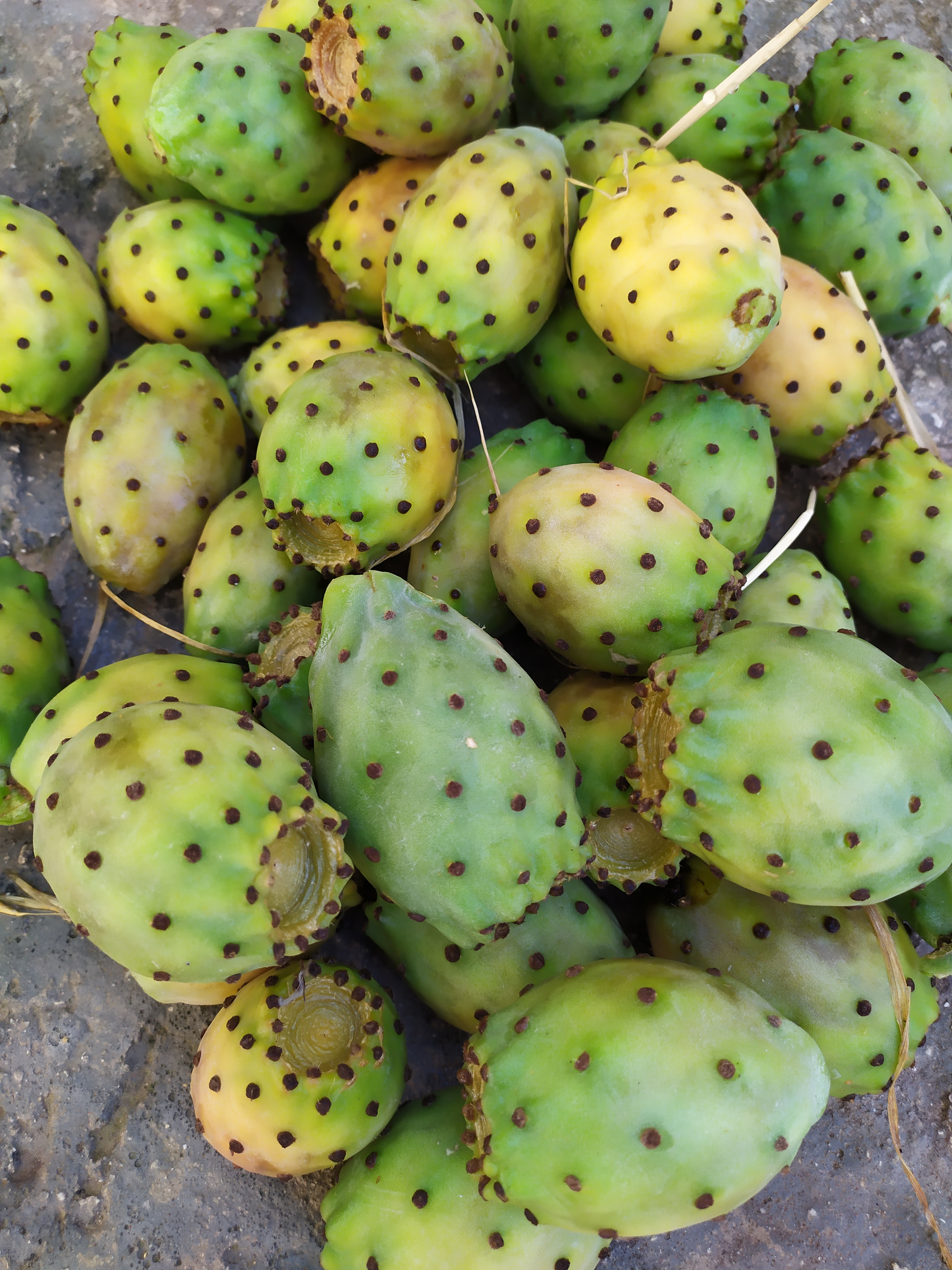
صبر فلسطيني

## وصلات خارجية
- زراعة التين الشوكي